# Verum idioplax
Verum idioplax är en kräftdjursart som först beskrevs av Henry Augustus Pilsbry 1907.  Verum idioplax ingår i släktet Verum och familjen Scalpellidae. Inga underarter finns listade i Catalogue of Life.